# Eucithara novaehollandiae
Eucithara novaehollandiae é uma espécie de gastrópode do gênero Eucithara, pertencente à família Mangeliidae.